# پی‌ان‌اس مانسیف (ام۱۶۶)
پی‌ان‌اس مانسیف (ام۱۶۶) (به انگلیسی: PNS Munsif (M166)) یک کشتی است که طول آن ۵۱٫۶ متر (۱۶۹ فوت) و ارتفاع آن ۱۸٫۵ متر (۶۱ فوت) می‌باشد. این کشتی در سال ۱۹۸۸ ساخته شد.